# ウィリアム・キャヴェンディッシュ (初代ニューカッスル公)
初代ニューカッスル＝アポン＝タイン公爵ウィリアム・キャヴェンディッシュ（William Cavendish, 1st Duke of Newcastle upon Tyne, KG, KB, PC, 1592年12月6日 - 1676年12月25日）は、清教徒革命（イングランド内戦）期のイングランドの貴族・軍人。王党派に加わりイングランド王チャールズ1世・チャールズ2世父子に忠誠を尽くし、最終的に公爵に叙された。

## 生涯
ノッティンガムシャーのジェントリであるサー・チャールズ・キャヴェンディッシュとキャサリン・オグル夫妻の子に生まれ、母方からオグル男爵を継承した。またデヴォンシャー伯爵ウィリアム・キャヴェンディッシュは伯父に当たり、彼の息子の第2代デヴォンシャー伯爵ウィリアム・キャヴェンディッシュ、孫の第3代デヴォンシャー伯爵ウィリアム・キャヴェンディッシュはそれぞれ従兄・従甥に当たる。彼等に仕えていたトマス・ホッブズのパトロンとなりたびたび彼を助け、代理人・顧問として召し抱えただけでなく、1628年に第2代デヴォンシャー伯が亡くなり途方に暮れたホッブズに仕事先を提供したり、第3代デヴォンシャー伯の家庭教師として復帰したホッブズをマラン・メルセンヌら大陸の数学者・哲学者に紹介、1634年から1637年のグランドツアーから帰国したホッブズを自ら主催した学問サークルに加えている。
ケンブリッジ大学を卒業、ジェームズ1世・チャールズ1世父子と親しくなりステュアート朝に接近、1628年にニューカッスル＝アポン＝タイン伯に叙され、1638年にはチャールズ皇太子（後のチャールズ2世）の家庭教師に任じられた。
豊富な資金力で王家を支え、1639年の主教戦争で自費で兵を集めチャールズ1世に協力、上院の王党派に属し1642年から第一次イングランド内戦が始まると自領から農民数千人を王党派兵士として派遣している。北部で軍団を率いて議会派の討伐に当たり、1643年6月30日のアドウォルトン・ムーアの戦いでヨークシャーの有力者であるファーディナンド・フェアファクス卿と息子のトーマス・フェアファクスに勝利、一時はラルフ・ホプトン、チャールズ1世の軍勢と共にロンドン進撃を窺うまでになった。だがロンドン進撃は拒否、代わりにフェアファクス父子が籠るハルに迫ったが逃げられた上、転進したリンカンシャーで父子の救援に来た東部連合軍司令官マンチェスター伯エドワード・モンタギューと部下の鉄騎隊隊長オリバー・クロムウェルが待ち構え、10月11日のウィンスビーの戦いで敗れてリンカンシャーとヨークシャーを議会派に確保され窮地に陥った。同年、侯爵に昇叙。
1644年になるとスコットランド国民盟約（盟約派）から議会派援軍として派遣されたリーヴェン伯アレクサンダー・レズリーおよび甥のデイヴィッド・レズリーと合流したフェアファクス軍にヨークを包囲されるが、カンバーランド公ルパートの救援で議会軍は包囲を解除、窮地を脱した。続いて強硬論を主張するルパートに押し切られマーストン・ムーアの戦いでフェアファクス父子・東部連合軍・スコットランド軍が勢揃いした議会軍と激突したが、クロムウェルの活躍で国王軍は大敗、ルパートはランカシャーへ逃れ、ニューカッスル侯はフランス・パリへ亡命した。
亡命中は王党派へ財政援助を行い、先に亡命していたホッブズと再会して館をジョン・ブラムホールとの論争場所に提供した。チャールズ皇太子へ数学教師としてホッブズを推薦したともいわれるが、イングランドの土地と財産を没収されたため、借金に苦しむ生活を送った。1660年の王政復古でチャールズ2世と共にイングランドへ帰国した。1665年に公爵へ昇叙されると引退、ジョン・ドライデンとホッブズなど文化人のパトロンとなり、自らも詩作など趣味に没頭する余生を送った。1676年に84歳で死去、息子のヘンリー・キャヴェンディッシュが爵位を継承した。
ベン・ジョンソンをはじめとする文人のパトロンであり、自らも劇作家として活動するなど、教養人であった。

## 子女
最初エリザベス・バセットと結婚したが1643年に死別、1645年に後に哲学者・作家として著名になるマーガレット・ルーカスと再婚した。最初の妻エリザベスとの間に10人の子を儲けたが、息子はヘンリー（1630年頃 - 1691年）1人しか残らなかった。2番目の妻マーガレットとの間に子はいない。
娘のうちジェーン（1621年 - 1669年）はニューヘイブン子爵チャールズ・チェインと、エリザベス（1627年頃 - 1663年）はブリッジウォーター伯爵ジョン・エジャートンと、フランセス（1641年以前 - 1678年）はボリングブルック伯爵オリバー・シンジョンと結婚している。またジェーンとエリザベスは戯曲『かくれた空想』（TheConcealed Fancies）の著者である。